# 大理新世纪中学
25°37′18″N 100°12′51″E / 25.62178°N 100.21404°E
大理新世纪中学，位于中华人民共和国云南省大理白族自治州大理市，是云南省一级二等普通高级中学，由大理市教育局主管。
2003年，大理新世纪中学由大理市教育局与云南师范大学附属中学联合创办，名为云师大附中大理分校，加挂大理新世纪中学牌子，性质为国有民办高级中学。总投资1.4亿元，于2003年9月动工，2004年7月建成，当年招收首批新生12个班562人。2010年，被认定为云南省一级三等高级中学。2012年10月17日，大理新世纪中学办学总结暨转制移交会议召开，学校脱离云师大附中，转制移交。2018年1月，被认定为云南省一级二等高级中学。2020年6月28日，大理新世纪教育集团成立。